# Ptinus lichenum
Ptinus lichenum là một loài bọ cánh cứng thuộc chi Ptinus trong họ Ptinidae.